# گنفکوو
گنفکوو (به آلمانی: Gnevkow) یک شهر در آلمان است که در Mecklenburgische Seenplatte District واقع شده‌است. گنفکوو ۴۰۱ نفر جمعیت دارد.